# Rolande Falcinelli
Rolande Falcinelli /ʀɔˈlɑ̃d falsinɛˈli/ (Parigi, 18 febbraio 1920 – Pau, 11 giugno 2006) è stata un'organista, pianista, compositrice e insegnante francese.

## Biografia
Rolande Falcinelli (per l'anagrafe: Ginabat-Falcinelli) nacque in una famiglia di pittori. Entrò al conservatorio di Parigi nel 1932 studiando composizione (armonia con Marcel Samuel-Rousseau, contrappunto e fuga con Simone Plé-Caussade, composizione libera con Henri Büsser). Dopo aver studiato pianoforte con Isidor Philipp e accompagnamento con Abel Estyle, si preparava per entrare nella classe di Yves Nat. Tuttavia, lo scoppio della Seconda guerra mondiale costrinse la maggior parte degli insegnanti a lasciare Parigi. In mancanza di una classe di pianoforte, la Falcinelli si rivolse allora all'organo che già aveva studiato con Gaston Litaize prima di entrare nel 1941 nella classe di organo e improvvisazione di Marcel Dupré, dove vinse un primo premio nel 1942. Nello stesso anno vinse anche un secondo Gran Prix de Rome in composizione.
Fu organista titolare nella Basilica del Sacro Cuore di Montmartre dal 1946 al 1973 - facendo di lei una delle prime donne a ricevere un tale incarico a Parigi –, insegnante di organo nel conservatorio americano di Fontainebleau dal 1948 al 1955 e nell'École Normale de Musique de Paris dal 1951 al 1955. Succedette a Marcel Dupré al conservatorio di Parigi nel 1954, dove insengnò organo e improvvisazione fino al 1986.
Molti allievi della sua classe sono in seguito diventati brillanti organisti: Georges Bessonnet, Patrice Caire, Yves Castagnet, Sophie-Véronique Cauchefer-Choplin, Francis Chapelet, Marie-José Chasseguet, Marie-Bernadette Dufourcet-Hakim, Thierry Escaich, Naji Hakim, Odile Jutten, Philippe Lefebvre, Jean-Pierre Leguay, Jean-Pierre Millioud, Odile Pierre, Pierre Pincemaille, Louis Robilliard, Daniel Roth e Louis Thiry, fra gli altri.
Ebbe una figlia, Sylviane (nata nel 1956), musicologa, dal matrimonio con il tedesco Felix Otto, produttore alla Norddeutscher Rundfunk (NDR) di Amburgo.

## Opere
Rolande Falcinelli ha scritto numerosi pezzi per organo (in particolare Triptyque op. 11, Poèmes-Études op. 26, Prophétie op. 42, Esquisses symphoniques op.45, Le Sermon sur la Montagne op. 46, Variations-Études sur une Berceuse op.48, Mathnavi op. 50 e inoltre Le Mystère de la Sainte-Messe op. 59 per due organo) e altri pezzi per strumenti solisti (violoncello, flauto) o per gruppi da camera (viola e pianoforte, violoncello e pianoforte, voce e pianoforte, pianoforte e organo, organo e una o due viole, quartetti d'archi, ecc.), ma anche per orchestra (con organo, pianoforte o voce).
In seguito alla sua collaborazione con il CEMO (Centre d'Études de Musique Orientale) cominciò a inserire nelle sue composizioni elementi della musica persiana (Mathnavi op. 50 per organo, Miniatures persanes op. 52 per organo, Azân op. 61 per flauto e organo).
Rolande Falcinelli scrisse anche una Initiation à l'orgue pubblicata da Bornemann, Parigi, nel 1971. Questa sintetica opera completa quella del suo maestro Marcel Dupré (Méthode d’orgue, Parigi, 1927).

## Composizioni

### Organo solo
- Triptyque op. 11 (scritto nel 1941. Parigi, Bornemann/Leduc, 1982):
  - Litanies
  - Rondel
  - Fugue
- Épigraphe funèbre op. 21. In memoriam Jean-Claude Touche (scritta nel 1944. Sampzon, Éditions Delatour France)
- Nocturne féerique op. 23bis (trascrizione per organo 1946, inedito)
- Petit Livre de Prières op. 24 (scritto nel 1946. Parigi, Bornemann/Leduc, 1948):
  - À St. Dominique
  - À Notre Père
  - À Notre Seigneur Jésus-Christ
  - Au St. Esprit
  - À la Très Sainte Trinité
  - Au Cœur Sacré de Jésus
  - À Sainte Thérèse de l'Enfant-Jésus
  - Ora pro nobis, Amen
- Poèmes-Études op. 26 (scritto nel 1948-60. Inedito):
  - Danse éternelle de Lakshmi
  - La Guitare enchantée
  - Troïka
  - Scaramuccio
- 5 Chorals sur l'Antienne du Magnificat du Saint-Sacrement op. 28 (scritto nel 1950-51. Parigi, Bornemann/Leduc, 1952):
  - O sacrum convivium! in quo Christus sumitur…
  - Recolitur memoria passionis ejus
  - Mens impletur gratia
  - Et futuræ gloriæ nobis pignus datur
  - Alleluja
- Rosa mystica sur sept thèmes grégoriens à la Vierge op. 29 (scritto nel 1951. Parigi, Éditions de la Schola Cantorum)
- Poème en forme d'improvisation op. 31 (scritto nel 1953. Magonza, Schott, 2007)
- 'Prélude à l'Introït de la Messe du Sacré-Cœur op. 34 (scritto nel 1956. Parigi, Éditions de la Schola Cantorum)
- Cor Jesu sacratissimum op. 36 (scritto nel 1958. Parigi, Éditions musicales transatlantiques, 1966)
- Messe pour la Fête du Christ-Roi op. 38 (scritto nel 1959-60. Parigi, Éditions de la Schola Cantorum):
  - Choral-Prélude à l'Introït de la Messe du Christ-Roi
  - Offertoire pour la Fête du Christ-Roi
  - Élévation
  - Communion pour la Fête du Christ-Roi
- Morceau en ré mineur sans opus (scritto nel 1960, inedito)
- La Cathédrale de l'Âme op. 39 (scritto nel 1962-72. Sampzon, Éditions Delatour France):
  - Portail
  - Réflexion
  - Méditation
  - Concentration
  - Affirmation
  - Initiation
  - Contemplation
  - Adoration
  - Communion
  - Sanctum Sanctorum
- Cortège funèbre : Sortie pour la Messe des morts op. 41 (scritto nel 1965. Parigi, Éditions de la Schola Cantorum)
- Intermezzo en sol majeur sans Opus (scritto nel 1965, inedito)
- Prophétie d'après Ézéchiel : Poème pour orgue op. 42 (scritto nel 1959-66. Parigi, Éditions musicales transatlantiques, 1975)
- Salve Regina op. 43 (scritto nel 1968. Parigi, Bornemann/Leduc, 1969)
- 14 Études insérées dans l'Initation à l'orgue (scritto nel 1969-70. Parigi, Bornemann/Leduc, 1971):
  - Étude n°  - Dialogue
  - Veni Creator
  - Étude n°  - Chanson
  - Variations sur on Rondeau d'Adam de la Halle
  - Étude n°  - Intermezzo
  - Étude n°  - Mélodie
  - Étude n°  - Récitatif
  - Étude n°  - Choral (pour l'Ascension)
  - Étude n°  - Prélude (pour la Pentecôte)
  - Étude n°  - Trio
  - Étude n°  - Fughetta
  - Étude n°  - Mouvement perpétuel
  - Étude n°  - Ricercare
  - Étude n°  - Toccata
- Esquisses symphoniques en forme des variations op. 45 (scritto nel 1971. Sampzon, Éditions Delatour France):
  - Largo sostenuto
  - Adagio espressivo
  - Allegro marcato
  - Grave
  - Allegretto leggiero
  - Larghetto
  - Allegretto giocoso
  - Allegro recitativo
  - Andante molto moderato
  - Allegro ritmico
- Le Sermon sur la montagne op. 46. Poema mistico dal Vangelo secondo Matteo (scritto nel 1971-72. Magonza, Schott, 2007)
- Variations-Études sur une Berceuse op. 48 (scritto nel 1972-73. Parigi, Combre, 1982)
- Mathnavi dal poema mistico di Ibrahim Araqi op. 50 (scritto nel 1973. Parigi, Bornemann/Leduc, 1974)
- Miniatures persanes op. 52 (scritto nel 1974. Sampzon, Éditions Delatour France):
  - Moburati-Bâd
  - Monâdjat
  - Qalandar
  - Zurkhâné
- Épure op. 67 n. 1 (scritto nel 1983. Parigi, Combre, 1983)
- Méandres op. 7 n. 2 (scritto nel 1983. Parigi, Combre, 1983)
- Missa Brevissima op. 69 (scritto nel 1956-1985. Parigi, Éditions de la Schola Cantorum):
  - Prélude à l'Introït
  - Offertoire
  - Elévation
  - Communion
  - Deo Gratias (inedito)
- Sonatina per Scherzare op. 73 (scritto nel 1988. Éditions Lisset):
  - Tempo di Valser
  - Tempo di Marcia
  - Tempo di Barcarola
  - Tempo di Rondo

### Organo con altri strumenti o voce
- Choral et Variation sur le Kyrie de la Messe "Orbis Factor" per organo e orchestra op. 12 (scritto nel 1942, inedito)
- Nocturne féerique per organo, 2 pianoforti, 2 arpe, celesta e batteria op. 23 (scritto nel 1946, inedito)
- 4 Motets à la Vierge per voce e organo op. 37 (scritto nel 1959):
  - Ego lilium convallium per soprano solo, baritono solo, coro misto a 4 voci e organo (Roma, AISC)
  - Regina Cæli Lætare per soprano solo, coro a 3 voci femminili e organo (Roma, AICS)
  - Tota Pulchra es per soprano o tenore solo e organo (non ritrovato)
  - Virgo Mater Filia per voce media e organo (non ritrovato)
- Mausolée "à la gloire de Marcel Dupré" per organo e orchestra op. 47 (scritto nel 1971-72, orchestrato nel 1973, inedito):
  - Prélude
  - Fugue
  - Choral
- Chant de peine et de lutte per violino e organo op. 53 (scritto nel 1974. Sampzon, Éditions Delatour France)
- 3 Chants profanes per soprano e organo op. 55 (scritto nel 1974-75, inedito) :
  - Aurore d'hiver (G. Apollinaire)
  - Ronsard à son âme (P. Ronsard)
  - Lumière, ma Lumière! (R. Tagore)
- Canzon per sonar per organo e due viole op. 57 (scritto nel 1975, inedito)
- Le Mystère de la Sainte-Messe per due organi op. 59 (scritto nel 1976-82, inedito) :
  - Introïtus, Kyrie eleison, Gloria, Evangelio
  - Credo, Offertorium, Sanctus, Elevatio
  - Pater Noster, Agnus Dei, Communio, Ite missa est
- Tétrade per viola e organo op. 60 (scritto nel 1976, inedito)
- Azân per flauto e organo op. 61 (scritto nel 1977. Magonza, Schott, 2008)
- Quand sonnera le glas per voce e organo op. 62 (scritto nel 1978)
- Psaume XIII per baritono e organo op. 63 scritto nel 1978, inedito)
- Aphorismes per pianoforte e organo op. 64 (scritto nel 1979-80, inedito)
- 'Psautier per soprano e organo op.65 (scritto nel 1980, inedito)
- Kénose per violoncello e organo op. 68 (scritto nel 1983. Sampzon, Éditions Delatour France, 2006)

### Pianoforte solo
- D'une âme…: poema variato in dieci canti incatenati op. 15 (scritto nel 1942. Éditions Lisset):
  - Indécise
  - …Triste
  - Insouciante
  - Ardente…
  - Tendre…
  - Inquiète…
  - Moqueuse…
  - Rêveuse…
  - Orageuse…
  - Apaisée…
- Jeu d'un Biquet op. 30 (scritto nel 1953, inedito)
- Harmonies et lignes: Huit petites pièces op. 32 (scritto nel 1955. Parigi, Leduc, 1955):
  - Choral et Invention
  - Litanies et Invention
  - Aria et Invention
  - Sarabande et Invention
- Mémorial Mozart: suite per pianoforte o organo op. 35 (scritto nel 1955-56, inedito):
  - Préambule
  - Ricercar
  - Gavotte
  - Récitatif
  - Toccata
- Berceuse in mi bemolle maggiore per pianoforte o organo, senza numero d'opera (scritto nel 1956, inedito)
- Chanson in re maggiore, senza numero d'opera (scritto nel 1959, inedito)
- Chaconne in sol minore, senza numero d'opera (scritto nel 1959, inedito)
- Résonances poétiques op. 40 (scritto nel 1964-65, inedito):
  - Recueillement
  - Campane
  - Rochers
  - Fontaine
  - Brumes
  - Arondes
  - Neige
  - Flammes
- Pochades op. 44 (scritto nel 1971, inedito):
  - Dédicace
  - Nébulosité
  - Six gouttes d'eau
  - Câline

### Musica da camera
- Prélude et Scherzo per settetto op. 3 (scritto nel 1939, inedito)
- Suite fantaisiste per violino e pianoforte op. 6 (scritto nel 1940, inedito) :
  - Fantoches
  - Chanson tchèque
  - Épitaphe
  - Petit soldat
  - Berceuse
  - Lucioles
- Quatuor à cordes op. 9 (scritto nel 1940, inedito) :
  - Large et très expressif
  - Scherzo
  - Modéré
  - Variations
- La Messiade op. 10bis (riduzione per pianoforte 1941-42, inedito)
- Cecca, la Bohémienne ensorcelée op. 22b (riduzione per pianoforte 1943-45, inedito)
- Berceuse per fagotto e pianoforte op. 33 (scritto nel 1956, inédit)
- Gavotte in mi minore per clavicembalo, senza numero d'opera (scritto nel 1956, inedito)
- Morceau per oboe e pianoforte, senza numero d'opera (scritto nel 1958, inedito)
- Arietta (Andante quasi adagio) in mi minore per clavicembalo, senza numero d'opera (scritto nel 1958, inedito)
- Quatrains d'Omar Khayyam per soprano, baritono e quartetto d'archi op. 51 (scritto nel 1973, inedito):
  - Amis!…Souvenez-vous… (baritono solo)
  - On ne sait pour quel motif… (soprano solo)
  - Avant toi et moi (soprano e baritono)
  - Puisque le Seigneur n'a pas voulu… (soprano solo)
- Résonances romantiques per clavicembalo op. 54 (scritto nel 1973-75, inedito):
  - Solitudes
  - Rêves
  - Rencontres mystérieuses
  - Clairs-obscurs
  - Confidences
  - Dialogues
  - Pluie de lumière
- Chant d'ombre et de clarté per violoncello op. 56 (scritto nel 1975. Sampzon, Éditions Delatour France)
- Inventions per clavicembalo op. 58 (scritto nel 1976. Parigi, Les Éditions Ouvrières, 1976):
  - Prélude
  - Litanie
  - Variations
  - Ricercar
  - Rondinetto
  - Danse
- Krishna-Gopala per flauto solo op. 66 (scritto nel 1985. Parigi, Leduc, 1985)
- Récurrence per viola e pianoforte op. 70 (scritto nel 1986. Parigi, Billaudot)
- Trinomio per oboe o corno inglese op. 72 (Sampzon, Éditions Delatour France):
  - Preliminare (corno inglese)
  - …Fugato il contrappunto delle voci… (oboe)
  - …e piccole variazioni (successivamente oboe, poi corno inglese)
- Morceau (Lent) in fa minore per clavicembalo, senza numero d'opera (senza data, inedito)

### Pianoforte e orchestra
- Polska : Suite sur des thèmes populaires slaves op. 8 (scritto nel 1940, inedito):
  - Prélude
  - Berceuse
  - Scherzetto
  - Variations
- D'une âme…: poème en dix chants op. 15bis (orchestrazione 1942-50, inedito)

### Melodie
- 3 Mélodies (sui poesie di Paul Fort) op. 1 (scritto nel 1937-38, inedito):
  - La Ronde
  - Berceuse
  - La France
- 2 Chansons per soprano e tenore op. 2 (scritto nel 1939, inedito)
- 8 Chants populaires op. 4 (scritto nel 1939, inedito):
  - 3 canti della Champagne:
    - Trimausett' (chant de quête)
    - Pastorale châlonnaise
    - Le petit bossu

  - 3 canti canadesi:
    - Je n'ai pas de barbe au menton
    - J'ai cueilli la belle rose
    - C'est le vent frivolant

  - 2 canti lorenesi:
    - Fauchette la quêteuse
    - En passant par la Lorraine
- 3 Mélodies (su poesie di Théophile Gautier) op. 5 (scritto nel 1939, inedito):
  - Dernier vœu
  - Noël
  - Carmen
- Soleil couchant (su una poesia di Théophile Gautier) op. 7 (scritto nel 1940, inedito)
- Ouargla (su una poesia di Pierre Bertin) op. 18 (scritto nel 1945, inedito)
- Prélude et fugue sur le nom de Jean-Sébastien Bach per canto e pianoforte o clavicembalo op. 27 (scritto nel 1950, inedito)
- Affinités secrètes (su una poesia di Théophile Gautier) per soprano e pianoforte op. 49 (scritto nel 1973, inedito)

### Opere per coro
- Messe de Saint-Dominique per coro misto a cappella op. 25 (scritto nel 1947, inedito) :
  - Kyrie
  - Gloria
  - Sanctus
  - Benedictus
  - Agnus Dei

### Voce e orchestra
- 3 Chansons champenoises per soprano e orchestra (estratti dagli 8 Chants populaires op. 4bis, orchestrazione 1939, inedito)
- 3 Mélodies per soprano e orchestre op. 5bis (orchestrazione 1939, inedito)
- Soleil couchant per soprano e orchestra op. 7bis (orchestrazione 1940, inedito)
- La Messiade: oratorio per soli, coro e orchestra op. 10 (scritto nel 1941, inedito):
  - Chant Premier: La Trahison (Prélude, Scène I, Scène II, Scène III)
  - Chant Deuxième: Le Jugement
  - Chant Troisième: La Mort sur le Golgotha (Prélude et Marche Funèbre, Double Chœur, Choral)
- Cavalier (sur un poème de Saint-Georges de Bouhélier) per coro misto e orchestra op. 13 (scritto nel 1942, inedito)
- Pygmalion délivré: scène lyrique op. 14 (scritto nel 1942, inedito)
- Orphelia (su una poesia di Arthur Rimbaud) per voci femminili e orchestra op. 16 (scritto nel 1943, inedito)
- Icare : scène lyrique (su un testo di Jules Supervielle) per soprano, tenore, baritono e orchestra op. 17 (scritto nel 1943, inedito)
- Danse de Nymphes (su una poesia di Tristan Derème) per voce femminile e orchestra op. 19 (scritto nel 1944, inedito)
- Louise de la Miséricorde: scène lyrique (cantate) per soprano, mezzosoprano, baritono e orchestra (su un testo di Charles Clerc) op. 20 (scritto nel 1944, inedito)
- Psautier per soprano e orchestra op. 65 (scritto nel 1980, inedito)

### Orchestra sinfonica
- Marana Thâ op. 74 (scritto nel 1989, inedito):
  - Invocation
  - Fulgurances et clairs-obscurs
  - Amen

### Balletti
- Cecca, la Bohémienne ensorcelée balletto in 1 atto e 3 quadri op. 22 (scritto nel 1943-45)

### Trascrizioni per organo solo
- Johann Sebastian Bach : L'Offrande Musicale Bruxelles, Schott, 1963.
- Johann Sebastian Bach : Variations Goldberg, inedito.

### Opere pedagogiche
- Initiation à l'orgue, Parigi, Bornemann/Leduc, 1971.
- École de la Technique Moderne de l'Orgue (inedito):
  - 1re partie: Théorie de la Technique
  - 2e partie: Pratique de la Technique de pédale (Tome A: Gammes - Tome B: Arpèges)

## Scritti

### Analisi
- Analyse des œuvres pour piano et orgue, Les cahiers Marcel Dupré, vol. I, Tournai, Collegium Musicum, 1984.
- La Symphonie-Passion de Marcel Dupré, L'Orgue Francophone, n°16, 1994. (ISSN 0985-3642).

### Articoli

#### Organo
- L’art de l’improvisation, L’orgue, no. 218 (1991), p. 25–30.
- École de la Technique moderne de l'orgue, 3 voll., inedito.
- Étude sur l'orgue romantique dans Cahiers de L'Orgue, n. 5, Toulouse, 1960.
- Évolution de l'orgue, faisons le point, in Musique et instruments, Horizons de France, 1976.
- Introduction à l'enseignement de l'orgue, inedito.
- L'enseignement de l'orgue, in Musique et radio, 1964.
- L'orgue, communication pour l'Institut de France, 1964.
- Panorama de la technique de l'orgue, son enseignement, ses difficultés, son devenir, inedito, 1998.
- Réflexion sur l'enseignement de la technique, du style et de l'interprétation à l'orgue in Musique et instruments, 1966?
- Regard sur l'interprétation à l'orgue, inedito, 1998.

#### Marcel Dupré
- Marcel Dupré, quelques œuvres, Parigi, Leduc, 1955.
- "L'interprétation de l'œuvre d'orgue de Marcel Dupré", Rolande Falcinelli et la classe du Conservatoire, L'orgue, Cahiers et Mémoires, n°26, 1981-II.
- Catalogue analytique du Chemin de la Croix de Marcel Dupré, Tournai, Coillegium Musicum, 1984.
- Le compositeur, Les cahiers Marcel Dupré, vol. I, Tournai, Collegium Musicum, 1986.
- Commentaire sur "L'orgue de demain" de Marcel Dupré, Les cahiers Marcel Dupré, vol. II, Tournai, Collegium Musicum, 1990.
- Présentation d'un récital d'improvisations par Marcel Dupré, Les cahiers Marcel Dupré, vol. II, Tournai, Collegium Musicum, 1990.
- Marcel Dupré le pédagogue, in AA.VV., Hommage à Marcel Dupré, ADIAM, 1992.

#### Conservatorio nazionale superiore di musica di Parigi
- "La classe d'orgue du Conservatoire National Supérieur de Musique de Paris", Rolande Falcinelli et la classe du Conservatoire, L'orgue, Cahiers et Mémoires, n°26, 1981-II.

### Prefazioni
- Marcel Dupré, Facture d'orgue, Parigi, AAAMD, 1982.
- Marcel Dupré, Philosophie de la musique, Tournai, Collegium Musicum, 1984.
- Rolande Falcinelli, Souvenirs et Regards, interviste con Stéphane Detournay, Tournai, Collegium Musicum, 1985.

### Testimonianze
- "Pierre Cochereau", Pierre Cochereau, Témoignages, ouvr. coll. Zurfluh, 1999, pp. 354-55. ISBN 2-87750-087-X.
- "Yves Devernay", In Memoriam Yves Devernay 937-1990, pubblicato da Les orgues de Saint-Christophe de Tourcoing, 1991.
- "Norbert Dufourcq", Cahiers et Mémoires de L'Orgue, n°49-50, 1993.

## Discografia parziale
- Marcel Dupré: Intégrale de l'œuvre (3 dischi pubblicati)
  - Disque 1. Œuvres d'orgue: Les nymphéas, op. 54. Scherzo, op. 16. Angélus, op. 34. Deux esquisses, op. 41.
  - Disque 2. Œuvres d'orgue: Trois préludes et fugues, op. 7. Trois préludes et fugues, op. 36.
  - Disque 3. Œuvres d'orgue: Trois hymnes, op. 58. Annonciation, op. 56. Six antiennes, op. 48. Variations sur un vieux noël, op. 20.
    - Rolande Falcinelli, organo. Auditorium Marcel Dupré, Meudon. 3 LP, Disque Edici, 1968, ED 001 101.
- Marcel Dupré: Œuvres pour piano et orgue.
  - Variations sur deux thèmes, op. 35 - Ballade, op. 30 - Sinfonia, op. 42 - Variations en ut-dièse mineur, op. 22, pour piano.
    - Rolande Falcinelli, pianoforte. Marie-José Chasseguet, organo. LP, REM, 1977.
- Marcel Dupré : Le chemin de la croix, op. 29.
  - Rolande Falcinelli, organo. Organo di Notre-Dame di Parigi, giugno 1981. 2 CD, Disques du Solstice, 2001, SOCD 193/4.
- The Art of Rolande Falcinelli : Interpreter, Composer, Improviser.
  - César Franck (Premier Choral), Marcel Dupré (Esquisses op. 41, Carillon op. 27), Rolande Falcinelli (Sonatina per Scherzare op. 73, Offertoire de la Messe op. 38) e due improvvisazioni.
    - Rolande Falcinelli, organo. Organi della cattedrale di Digione e della cattedrale di Basilea (Svizzera). Festivo, 2006, Festivo 6962.062.
- Rolande Falcinelli interprète du XX siècle.
  - Opere di Marcel Dupré (Evocation, Scherzo en fa mineur), César Franck (Priere, Cantabile), Louis Vierne (Impromptu, Gargouilles et Chimeres).
    - Rolande Falcinelli, organo. Organo della cattedrale di Belley. Éditions Hortus, 2006, Hortus 038.
- Rolande Falcinelli joue Rolande Falcinelli.
  - Esquisses Symphoniques en forme de Variations op. 45, Miniatures persanes op. 52, Prophétie d’après Ezéchiel op. 42.
    - Rolande Falcinelli, organo. Organo della cattedrale di Angoulême, 1984. Festivo, 2007. Festivo 6962.112
- Rolande Falcinelli : Improvisations
  - Su temi di Jean-Jacques Werner, Maurice Duruflé, Éliane Lejeune-Bonnier e sui nomi di Franz Liszt e Marcel Dupré.
    - Rolande Falcinelli, organo. Organo della cattedrale di Belley, organo della cattedrale di Versailles, organo della chiesa di Saint-Étienne-du-Mont. Éditions Hortus, settembre 2010, Hortus 079.

## Opere su Rolande Falcinelli
- Lenore Alford, The feminine aesthetic in the compositions of Rolande Falcinelli, tesi di dottorato, The University of Texas at Austin, 2008.
- Philippe Brandeis, De l'art de la transmission, Orgues Nouvelles, n°50, 2020.
- Marie-José Chasseguet, "L'interprète", Rolande Falcinelli et la classe du Conservatoire, L'orgue, Cahiers et Mémoires, n°26, 1981-II.
- Stéphane Detournay, Souvenirs et Regards, interviste con Stéphane Detournay, Tournai, Collegium Musicum, 1985.
- Stéphane Detournay, Présentation de deux conférences de Rolande Falcinelli, Università di Lilla-III, 1996.
- Stéphane Detournay, Missa Brevissima, Università di Lilla-III, 1996.
- Stéphane Detournay, Mathnavi : À la rencontre du Poème Mystique, Università di Lilla-III, 1997.
- Stéphane Detournay, Zurkhâné ou La Maison de Force, Università di Lilla-III, 1997.
- Stéphane Detournay, Rolande Falcinelli et la tradition musicale savante d'Iran, Università di Lilla-III, 1997.
- Stéphane Detournay, Le chant des sources : les écrits spirituels de Rolande Falcinelli, Università di Lilla-III, 1998.
- Stéphane Detournay, Rolande Falcinelli : Une esthétique de la Synthèse. Les enjeux d'une pensée humaniste à l'ère postmoderne, tesi di dottorato in Estetica e Pratica delle Arti, 2 voll., Lilla-III, 2001, pubblicata dall'ANRT (rif: 39180), ISBN 2-7295-5120-4.
- Stéphane Detournay, Catalogue de l'œuvre de Rolande Falcinelli, allegato alla tesi di dottorato, vol. II, Lilla-III, 2001, pubblicato dall'ANRT (rif: 39180), ISBN 2-7295-5120-4.
- Stéphane Detournay, Hommage à Rolande Falcinelli, libretto di accompagnamento del CD Rolande Falcinelli en concert à Saint-Brice à Tournai, 1982-1985
- Stéphane Detournay, Rolande Falcinelli et l'improvisation, Revue L'Orgue, n°263, 2003-III. ISSN 0030-5170.
- Stéphane Detournay, À propos des Sept Sceaux..., contributo al libretto del CD Rolande Falcinelli, 4 Grandes Improvisations en Concert, Parigi, Cathédrale aux Armées, 2006, rif. ORG 7220.2.
- Stéphane Detournay, In Memoriam Rolande Falcinelli, versione I, Revue l'Éducation Musicale, n°535-536, 2006.
- Stéphane Detournay, In Memoriam Rolande Falcinelli, versione II, ADAO, Douai, 2007.
- Stéphane Detournay, Rolande Falcinelli : Introduction aux écrits, Hommages et Dossiers, Association Maurice et Madeleine Duruflé, n°7-8, 2008. ISSN 1628-7509.
- Stéphane Detournay, Rolande Falcinelli, notice dans le Dictionnaire universel des femmes créatrices, vol. I, Parigi, Édition des femmes-Antoinette Fouque, 2013, ISBN 9782721006318.
- Stéphane Detournay, Entretien (su Rolande Falcinelli), Orgues Nouvelles, n°51, 2020.
- Stéphane Detournay, Rolande Falcinelli : À propos d'un centenaire, Le Courrier de Saint-Grégoire, n°89, Revue électronique de l'AMG, 2020.
- Stéphane Detournay, Regards sur l'œuvre de Rolande Falcinelli, L'Orgue francophone, n°62, revue de la FFAO, 2021, ISSN 0985-3642 (WC · ACNP).
- Sylviane Falcinelli, Rolande Falcinelli, une musicienne au carrefour de la pensée, bollettino dell'Association Maurice et Madeleine Duruflé, n°7-8, 2008.
- Sylviane Falcinelli, Evolution - Nicht Revolte, Zum Tod von Rolande Falcinelli, Organ, Journal für die Orgel, Schott, 3/06.
- Sylviane Falcinelli, Portrait d'une âme triste, Orgues Nouvelles, n°50, 2020.
- Jean Galard (contributi raccolti da), "L'improvisateur", Rolande Falcinelli et la classe du Conservatoire, L'orgue, Cahiers et Mémoires, n°26, 1981-II.
- Lorette D. Graner, Virtuosity and Technique in the Organ Works of Rolande Falcinelli, dissertazione DMA, University of Cincinnati, 2014.
- Francine Guiberteau, "Le pédagogue, Les éléments d'un itinéraire spirituel", Rolande Falcinelli et la classe du Conservatoire, L'orgue, Cahiers et Mémoires, n°26, 1981-II.
- Marc Honneger (a cura di), Dictionnaire de la Musique, Les hommes et leurs œuvres, tomo I, Parigi, Bordas, 1970.
- Odile Jutten, L'enseignement de l'improvisation à la classe d'orgue du Conservatoire de Paris, 1819-1986, d'après la thématique de concours et d'examens, tesi di dottorato in musicologia, 2 voll., Università di Parigi-IV, 1999, pubblicata dall'ANRT (rif: 29817), ISBN 9782729532987.
- Françoise Levéchin, "Le compositeur", Rolande Falcinelli et la classe du Conservatoire, L'orgue, Cahiers et Mémoires, n°26, 1981-II.
- Denis Mathieu-Chiquet (contributi raccolti da), Dialogue avec... Rolande Falcinelli, rivista Jeunesse et Orgue, n°44-45, 1981.
- Arthur Nicolas-Nauche, Rolande Falcinelli, personnalité injustement réprouvée ?, Orgues Nouvelles, n°50, 2020.
- Jean-Paul Pirard, Thèses sur Rolande Falcinelli, Orgues Nouvelles, n°51, 2020.
- Daniel Roth, "Rolande Falcinelli", Le grand orgue du Sacré-Cœur de Montmartre à Paris, Parigi, La flûte harmonique, numero speciale 33-34-35, 1985.
- Pascale Rouet, Rolande Falcinelli, Portrait intime d'une musicienne à la croisée des chemins, Orgues Nouvelles, n°50, 2020.
- Timothy Tikker, Mausolée à la gloire de Marcel Dupré di Rolande Falcinelli, dissertazione DMA, University of Michigan, 2013.
- Zachary Klobnak, The solo organ work of Rolande Falcinelli, dissertazione DMA, University of Illinois at Urbana-Champaign, 2017.

## Raccolte
- Rolande Falcinelli et la classe d'orgue du Conservatoire, "L'Orgue : Cahiers et Mémoires" , n. 26, 1981-II.
- Rolande Falcinelli, compositrice, organiste, professeur d'orgue au CNSMP, testi di Sylviane Falcinelli, Rolande Falcinelli e Stéphane Detournay, bollettino dell'Association Maurice et Madeleine Duruflé, n° 7-8, 2008.
- Rolande Falcinelli, portrait intime, Orgues Nouvelles, n° 50, 2020.

## Tesi di dottorato
- Lenore Alford, The feminine aesthetic in the compositions of Rolande Falcinelli, dissertazione DMA, University of Texas at Austin, 2008, 76 pp.
- Stéphane Detournay, Rolande Falcinelli : Une esthétique de la Synthèse. Les enjeux d'une pensée humaniste à l'ère postmoderne, tesi di dottorato in Estetica e Pratica delle Arti, 2 voll., Lilla-III, 2001, 1088 pp., pubblicata dall'ANRT (rif: 39180), ISBN 2-7295-5120-4.
- Lorette D. Graner, Virtuosity and Technique in the Organ Works of Rolande Falcinelli, dissertazione DMA, University of Cincinnati, 2014, 99 pp.
- Odile Jutten, L'enseignement de l'improvisation à la classe d'orgue du Conservatoire de Paris, 1819-1986, d'après la thématique de concours et d'examens, tesi di dottorato in musicologia, 2 voll., Università di Parigi-IV, 1999, 871 pp., pubblicato dall'ANRT (rif: 29817), ISBN 9782729532987.
- Thimothy Tikker, Mausolée à la gloire de Marcel Dupré, di Rolande Falcinelli, dissertazione DMA, University of Michigan, 2013.
- Zachary Klobnak, The solo organ work of Rolande Falcinelli, dissertazione DMA, University of Illinois at Urbana-Champaign, 2017, 100 pp.